# 時には娼婦のように
「時には娼婦のように」（ときにはしょうふのように）は、1978年2月10日に日本の俳優・歌手である黒沢年男 (現：黒沢年雄)と、作詞家・歌手であるなかにし礼の競作として発売されたシングル。また同年9月に同名の映画も公開された。

## 解説
作詞・作曲はなかにし礼。黒沢の歌謡曲における代表作となっている。
1977年11月1日に当時フォーライフの社長で、安井かずみを通じた友人でもあった吉田拓郎が、なかにしにアルバム製作を依頼し、なかにしが全曲作詞・作曲・歌唱したアルバム『マッチ箱の火事』がフォーライフから発売された。本曲はこのアルバムからのシングル・カットである。なかにしが拓郎に聴かせたら、拓郎は「ずいぶん演歌ですね」と言った。なかにし自身はそういう意識も全くなく、事実としてもいわゆる演歌的要素はこれっぽっちもないと気分を害したが、拓郎には古臭い歌に聴こえてしまったという感覚の差が歴然として存在したと感じたという。黒沢歌唱版となかにし歌唱版のシングルは同時発売となった。拓郎からなかにしに出された条件が「作詞だけでなく、作曲も歌唱もしてくれ」だったため、専業作詞家のなかにしが珍しく、作曲も歌唱もしている。ショッキングな歌詞で、黒沢も尻込みして嫌がるほどであったが「賛同者は拓郎一人だけだった」となかにしは話している。なかにしは「ニューミュージック歌手の中には、テレビに迎合する者も少なくなかった」「彼らは去勢されたような声を出して歌っていた」「そんな音楽界に対するアンチテーゼとしてつくった」「当時台頭していたニューミュージックへの挑戦状だった」などと述べている。
性的な歌詞できわどい内容であるが、男女間の感情をうまく表現した歌としてヒットし、黒沢盤の累計売上は70万枚に達した。ただそのきわどい内容ゆえに、後に日本民間放送連盟における要注意歌謡曲指定制度にて「時間帯・視聴対象により要配慮」という扱いとされたが、比較的ゆるい制限がなされたとされる。このため黒沢がテレビのゴールデンタイムの内、20時台、21時台のテレビ番組ではよく歌った。黒沢は歌唱の際に、照れくさそうに下を向いたままだったり、頭を掻いたりで落ち着きがなかった。また、なかにし礼盤も40万枚を売り上げた。
黒沢盤のオリコンチャートの最高位は2位である。1978年4月3日付チャートでTOP10入りし、5月8-22日の3週連続で2位にランクされたが、いずれもピンク・レディー「サウスポー」により1位獲得は阻まれた。同年の年間チャートでは12位である。

## 収録曲

### 黒沢年男盤
COLUMBIA PK-101
1. 時には娼婦のように (03:20)
作詞・作曲：なかにし礼／編曲：萩田光雄
2. あやまち (03:14)
作詞：なかにし礼／作曲：浜圭介／編曲：小杉仁三

### なかにし礼盤
FOR LIFE FLS-1019
- 両楽曲共に、作詞・作曲：なかにし礼／編曲：萩田光雄

1. 時には娼婦のように (03:24)
2. 白い靴 (03:25)

## カバー
- 2000年、大統領（長島雄一）（アルバム『OH!スーパーミルクチャン/オリジナルサウンドトラック 〜ミルクのカラオケオリンピック〜』に収録）
- 2010年、柏原芳恵（アルバム『アンコール2』に収録）
- 2015年、水谷八重子（アルバム『なかにし礼と12人の女優たち』に収録）

## 映画版「時には娼婦のように」
作詞作曲を担当したなかにし礼自身の歌唱による「時には娼婦のように」を主題歌として映画化したもの。1978年9月公開、日活ロマンポルノ（成人映画）。なかにし礼はこの映画において原案・脚本・音楽のほか、主演も担当している。製作・配給は日活。監督は小沼勝。出演は、なかにし礼・鹿沼えり・宮井えりな・水島美奈子・大信田礼子・越美晴ほか。